# Piberensermos
Paludella (Piberensermos) er en slægt af mosser med kun en enkelt art. Navnet Paludella betyder 'en lille sumpplante', af latin palus sump.
| Arter |

- Alm. Piberensermos Paludella squarrosa